# Anna Tramontano
 (février 2023).
Anna Tramontano (14 juillet 1957 - 10 mars 2017) est une biologiste computationnelle italienne et professeur titulaire de biochimie à l'Université La Sapienza de Rome,,. De 2011 à 2014, elle est membre du Conseil scientifique du Conseil européen de la recherche (ERC). Elle est rédactrice en chef adjointe de la revue Bioinformatics de 2005 à 2016, éditant des articles dans le domaine de la bioinformatique structurale.

## Éducation
Anna Tramontano a d'abord suivi une formation de physicienne et a obtenu son doctorat à l'Université de Naples - Frédéric-II en 1980. Elle a ensuite été attirée par le domaine de la biologie computationnelle et a effectué des études postdoctorales à l'Université de Californie à San Francisco, où elle a développé le progiciel de graphisme moléculaire InsightII. Elle a ensuite rejoint le programme de bio-informatique du Laboratoire européen de biologie moléculaire à Heidelberg pour travailler avec Arthur M. Lesk (en) sur l'analyse et la modélisation des anticorps.

## Prix et distinctions
Anna Tramontano a été vice-présidente de l'International Society for Computational Biology (ISCB) et en a été élue Fellow en 2016. Elle a siégé à son conseil d'administration depuis ses débuts et en a été membre senior pendant de nombreuses années.

## Renforcement des capacités en biologie computationnelle
Anna Tramontano s'est activement engagée dans le renforcement des capacités en biologie computationnelle, en particulier pour les pays en développement. Elle a soutenu les efforts de renforcement des capacités de l'un des groupes d'étudiants régionaux (RSG Afrique de l'Est) affiliés au Conseil des étudiants de l'ISCB (ISCBSC) en donnant un cours de 3 jours. Elle s'est rendue à Nairobi, au Kenya, et a parrainé des étudiants de la région voisine (Ouganda et Tanzanie) pour suivre un cours de protéomique de 3 jours qu'elle a enseigné. De plus, elle a mis en relation des étudiants africains intéressés par la bioinformatique avec divers laboratoires en Europe, dont le sien, pour des stages ou des études avancées.
Elle a ensuite aidé à obtenir un financement de l'Université des sciences et technologies du roi Abdallah (KAUST) pour un grand nombre de bourses de voyage accordées à des étudiants africains pour assister à la conférence sur la bio-informatique de l'ISCB Africa (en) tenue à Bamako au Mali en 2009.